# 12345
12345（一万二千三百四十五。いちまんにせんさんびゃくよんじゅうご）は自然数、また整数において、12344の次で12346の前の数である。

## 性質
- 12345は合成数であり、約数は 1, 3, 5, 15, 823, 2469, 4115, 12345 である。
  - 約数の和は19776。
- 2237番目の楔数である。1つ前は12341、次は12351。
- 1972番目のハーシャッド数である。1つ前は12340、次は12348。
- 連続する自然数を昇順に並べてできる5番目の数である。1つ前は1234、次は123456。
  - 5つの連続する自然数を昇順に並べてできる最小の数である。次は23456。

## その他 12345 に関連すること
- 123☆45 - かつてグレープカンパニーに所属していた女性お笑いコンビ。「イズミヨーコ」と読む。
- うたたねひろゆき - 漫画家。かつては「一二三四五」というペンネームを用いていた。
- スペースボール- ローランド王、ドルイデア星の国王。娘と車をこよなく愛する。暗号を組むセンスはスクループ大統領と同程度で、「バカがトランクのキーに使う」レベルの単純な数列「12345」を大気を守るシールドの暗証番号にしていた。